# Mount Bagshawe
Mount Bagshawe ist ein 2200 m hoher Berg im Palmerland auf der Antarktischen Halbinsel. Er ist der südlichste und zugleich höchste Berg der Batterbee Mountains und ragt 13 km östlich der Küste zum George-VI-Sund auf.
Die erste Sichtung des Bergs wird dem US-amerikanischen Polarforscher Lincoln Ellsworth bei einem Überflug am 23. November 1935 zugesprochen. Dabei entstandene Luftaufnahmen dienten dem US-amerikanischen Kartografen W. L. G. Joerg für eine Kartierung. Eine Vermessung nahmen 1936 Teilnehmer der British Graham Land Expedition (1934–1937) unter der Leitung des australischen Polarforschers John Rymill vor. Das UK Antarctic Place-Names Committee benannte ihn 1954 nach dem britischen Mediziner Arthur William Garrard Bagshawe (1871–1950), einer Kapazität auf dem Gebiet der Tropenmedizin, der einen Spendenaufruf zur Finanzierung der biologischen Ausrüstung für die British Graham Land Expedition gestartet hatte.